# 河亨柱
河亨柱（1962年6月2日—）是一名韩国男子柔道运动员。他在1984年洛杉矶夏季奥林匹克运动会中，参加了男子柔道比赛并获得95公斤级金牌。